# Здание управления Юго-Западной железной дороги
Здание управления Юго-Западной железной дороги — административное здание в Киеве, в котором размещается управление Юго-Западной железной дороги. Расположено по адресу: улица Лысенко, 6.

## История
Здание в центре Киева на месте усадьбы Самонова, которая размещалась на перекрёстке улиц Фундуклейской (ныне Богдана Хмельницкого) и Театральной (теперь Николая Лысенко) построили в XIX веке всего за один год.
Строительные работы начались 26 апреля 1888 года. Авторы проекта — архитекторы А. И. фон Гоген и В. И. Куликовский. Главным подрядчиком был Ерохин. На объекте ежедневно работало до тысячи человек. Уже 19 июля 1889 состоялось торжественное освящение здания.
Здание представляет собой три соединённых между собой флигеле с двумя внутренними дворами, где ранее размещались фонтаны изысканных форм. Все лепка были выполнены в мастерской киевского скульптора Евы Куликовской.
Цоколь изготовлен из гранита, завезённого из Волынской губернии, а стены — из кирпича производства киевских заводов.
В середине здания насчитывалось 194 помещения, а длина его коридоров превышала километр. Площадь всех помещений Управление составила 2248 квадратных саженей (4796,33 кв. м.). Более половины этой площади заняли кабинеты для сотрудников, а пятая часть занимали лестничные пролёты, коридоры и другие хозяйственные помещения. Зал заседаний на 2 этаже был построен в стиле ренессанса, а кабинет начальника железной дороги — в стиле Людовика XVI.
Отопление осуществлялось с помощью 200 печей. Дрова для них подавались электрическими подъёмниками из подвала, который располагался в одном из внутренних дворов. Освещение помещения было электрическим и обеспечивалось собственной электростанцией. Здание оснастили водопроводом, пожарными постами и канализацией.
Строительная стоимость сооружения составила 430 000 царских рублей без стоимости усадьбы площадью тысячу квадратных саженей (больше 2000 кв.м.), которую приобрели за 40000 рублей. В те времена аренда 1 квадратного метра площади по улице Лысенко стоила 10 рублей 80 копеек.
Ежегодная эксплуатационная стоимость сооружения составила сумму около 20 тыс. руб.
Но уже на пятом году существования здания на его верхних этажах появились трещины угрожающих размеров. В связи с этим на усиление и реконструкцию фундамента в 1899 году по проекту архитектора А. В. Кобелева потратили 12  тыс. руб. Учитывая рельеф улицы, правая часть реконструированного сооружения составила 4, а левая — 5 этажей.
Средняя заработная плата обслуживающего персонала здания Управления Юго-Западной железной дороги — механика, слесаря, дворника (всего 18 человек) — составила 360 рублей в месяц. В 1904 году средний заработок железнодорожника составлял 300 рублей, а стоимость горячей или мясного блюда в столовой — 10-12 копеек, при этом 5 копеек доплачивало Управление.

## Современное состояние
В 1990—2000 годах в здании также находилась Государственная администрация железнодорожного транспорта Украины.
Благодаря крытым переходам по адресу ул. Лысенко, 6 объединены несколько сооружений. Войдя с улицы Лысенко, можно выйти на ул. Ивана Франко, не выходя наружу. С центрального входа здания лестницы украшает картинная галерея бывших начальников железной дороги.

## Мемориальные доски
Мемориальная доска Витте С. Ю. на здания Управления Юго-Западной железной дороги
На фасаде здания Управления:
- 1962 - открыта мраморная мемориальная доска (архитектор П. Е. Захарченко) большевику, одному из руководителей забастовки служащих Юго-Западной железной дороги 1905 года Александру Шлихтер , где тот работал статистиком в 1902-1906 годах.

установлена мемориальная доска Глебу Кржижановский  - члену Российской части РСДРП , российскому учёному, академику АН УССР, который работал здесь в 1905-1906.
- есть (была?) мемориальная доска, увековечивает забастовка железнодорожников 1905 года.
- 2009 установлена мемориальная доска С. Ю. Витте [2] .

## Выдающиеся лица, работавшие в здании
- Александр Бородин, инженер, изобретатель, начальник железной дороги (в 1889-1896 годах)
- Клавдий Немешаев, государственный деятель, начальник железной дороги (в 1896-1905 и 1906-1913 годах)
- Глеб Кржижановский, учёный (в 1903-1905 годах)
- Александр Шлихтер, государственный деятель (в 1902-1905 годах)
- Пётр Кривонос, начальник железной дороги (в 1953-1980 годах)
- ряд известных инженеров - А. Абрагамсон, И. Хижняков и архитекторов - И. Беляев, А. Вербицкий, С. Журоавський, А. Кобелев, В. Куликовский, В. Рыков, К. Остроградский.
- Георгий Кирпа, гендиректор (в 2000-2001 годах до переезда в здание Укрзализныци на Тверской улице)